# 21564 Widmanstätten
21564 Widmanstätten è un asteroide della fascia principale. Scoperto nel 1998, presenta un'orbita caratterizzata da un semiasse maggiore pari a 3,0967751 UA e da un'eccentricità di 0,1840240, inclinata di 16,83297° rispetto all'eclittica.
L'asteroide è dedicato a Alois von Beckh-Widmanstätten (1754-1849), chimico austriaco che scoprì i tipici disegni che appaiono sui meteoriti ferrosi quando li si incidono con acidi. Queste impronte caratteristiche sono dette figure di Widmanstätten e possono essere utilizzate per determinare se un campione ferroso è in effetti un meteorite.